# Langen (Emsland)
Langen is een gemeente in de Duitse deelstaat Nedersaksen. De gemeente is onderdeel van de Samtgemeinde Lengerich (zie aldaar voor meer informatie) in het landkreis Emsland. Langen telt 1.462 inwoners.
Langen bestaat uit de volgende buurten en gehuchten (in het noorden startend in de richting van de wijzers van de klok):
- Nordholte
- Sopenhook
- Ruten
- Espel
- Rentrup
- Grumsmühlen (met gelijknamige havezate, bewoond door leden van het adellijke geslacht Von Croÿ)
- Klein-Tirol
- Langen-centrum

In Langen ligt het Großsteingrab auf dem Radberg, dit hunebed, Sprockhoff-No. 873,  is onderdeel van de Straße der Megalithkultur.

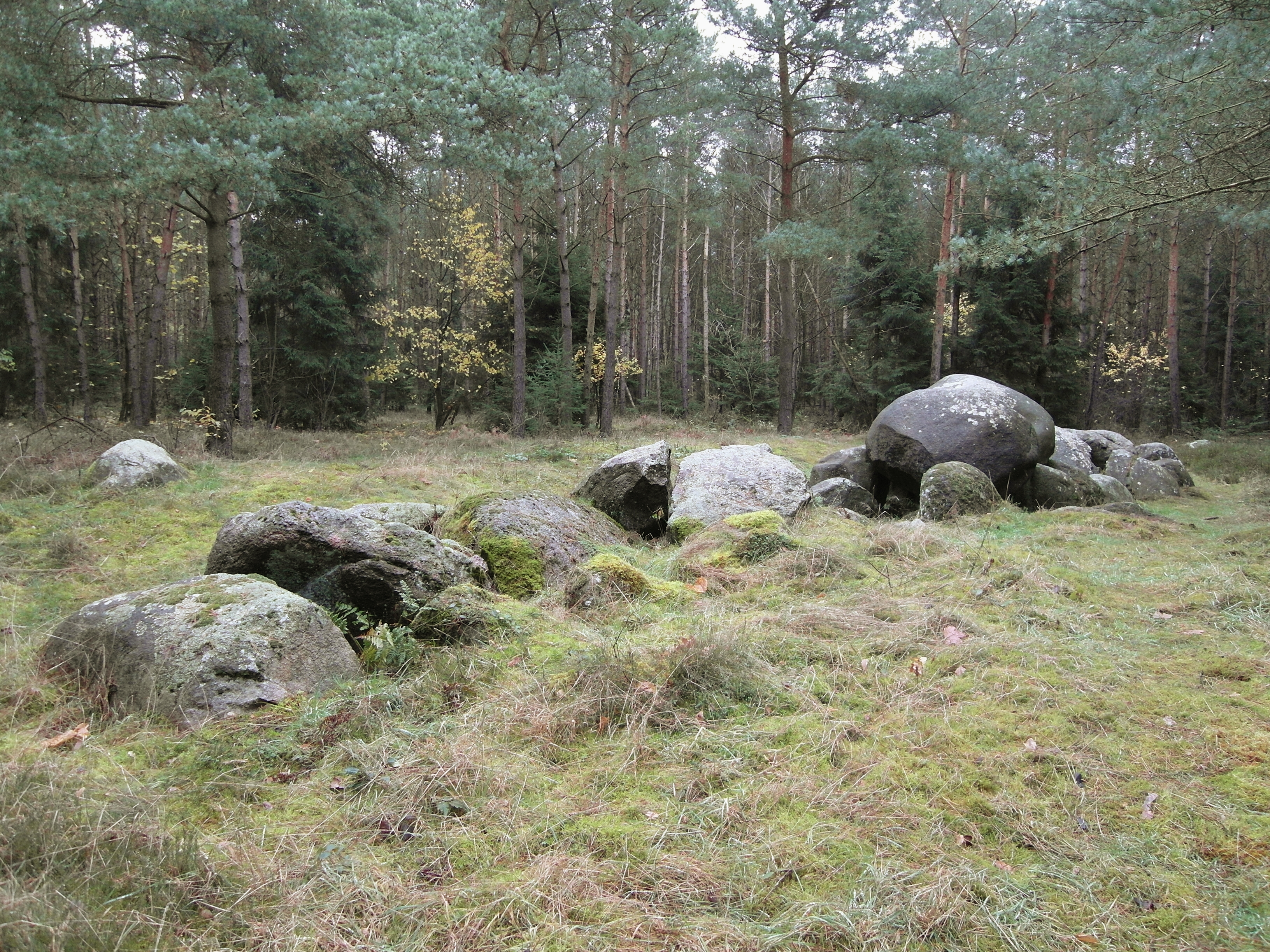
Großsteingrab auf dem Radberg

Andervenne ·
Bawinkel ·
Beesten ·
Bockhorst ·
Börger ·
Breddenberg ·
Dersum ·
Dohren ·
Dörpen ·
Emsbüren ·
Esterwegen ·
Freren ·
Fresenburg ·
Geeste ·
Gersten ·
Groß Berßen ·
Handrup ·
Haren (Ems) ·
Haselünne ·
Heede ·
Herzlake ·
Hilkenbrook ·
Hüven ·
Klein Berßen ·
Kluse ·
Lähden ·
Lahn ·
Langen ·
Lathen ·
Lehe ·
Lengerich ·
Lingen ·
Lorup ·
Lünne ·
Meppen ·
Messingen ·
Neubörger ·
Neulehe ·
Niederlangen ·
Oberlangen ·
Papenburg ·
Rastdorf ·
Renkenberge ·
Rhede ·
Salzbergen ·
Schapen ·
Sögel ·
Spahnharrenstätte ·
Spelle ·
Stavern ·
Surwold ·
Sustrum ·
Thuine ·
Twist ·
Vrees ·
Walchum ·
Werlte ·
Werpeloh ·
Wettrup ·
Wippingen